# جشنواره فیلم فجر
جشنوارهٔ فیلم فجر یک جشنوارهٔ سینمایی در ایران است که از سال ۱۳۶۱ در میانهٔ بهمن ماه هر سال در تهران برگزار می‌شود. این جشنواره توسط بنیاد سینمایی فارابی و زیر نظر وزارت فرهنگ و ارشاد اسلامی برگزار می‌شود. این جشنواره پس از انقلاب ۱۳۵۷ جایگزین جشنوارهٔ بین‌المللی فیلم تهران شد. تا به امروز، ۴۳ دوره از این مراسم برگزار شده که آخرین دورهٔ آن در بهمن ماه ۱۴۰۳ برگزار شد. جشنواره فیلم فجر معتبرترین جشنواره سینمایی ایران است.

## تاریخچه و فعالیت
جشنوارهٔ فیلم فجر، جایگزینی برای جشنوارهٔ بین‌المللی فیلم تهران بود که تا پیش از انقلاب ۱۳۵۷، با حمایت دفتر مخصوص فرح پهلوی در ایران برگزار می‌شد و در آن فیلم‌های برگزیدهٔ سینمای ایران در کنار آثار سینمای بین‌المللی رقابت می‌کردند. بعد از انقلاب ۱۳۵۷، این جشنواره تعطیل شد و بعد از ۴ سال، جشنوارهٔ فیلم فجر، هم‌زمان با روزهای دههٔ فجر جایگزین آن شد. نخستین دورهٔ جشنوارهٔ فیلم فجر از ۱۲ تا ۲۲ بهمن سال ۱۳۶۱ به دبیری حسین وخشوری برگزار شد.
اولین ویژه‌نامه برای جشنوارهٔ فیلم فجر، در بهمن ماه ۱۳۶۵، توسط ماهنامه سینمایی فیلم منتشر شد و این روند تا به امروز ادامه دارد.
جشنوارهٔ فجر تا سال ۱۳۷۴ فقط به تولیدات سالانهٔ سینمای ایران می‌پرداخت. از سال ۱۳۷۴ جشنواره به صورت بین‌المللی برگزار می‌شود و علاوه بر سینمای ایران، در بخش بین‌الملل به بررسی فیلم‌هایی از سینمای جهان می‌پردازد. در بخش‌های رقابتی این جشنواره، شرکت کنندگان برای کسب جایزهٔ مخصوص که «سیمرغ بلورین» نام دارد با هم رقابت می‌کنند. دیپلم افتخار و لوح زرین از دیگر جوایز این جشنواره هستند. طی سالیان اخیر مسابقه‌های سینمای مستند، فیلم کوتاه و مسابقهٔ مواد تبلیغاتی و اطلاع‌رسانی نیز به بخش‌های سینمای ایران اضافه شده‌است. در ابتدای جشنواره، آیین بزرگداشت یک هنرمند برگزار می‌شود و در انتها هم جوایز ویژه و مردمی به فیلم انتخاب شده با رأی مردم داده می‌شود. بخش بین‌الملل جشنواره از سال ۱۳۹۳ از بخش ملی جدا شد و در اردیبهشت ۱۳۹۴ به‌صورت جداگانه برای اولین دوره به دبیری رضا داد برگزار شد. اما از سال ۱۴۰۱ جشنواره‌های ملی و جهانی فیلم فجر دوباره به‌صورت یکپارچه و واحد برگزار شدند.

## بخش‌های جشنواره

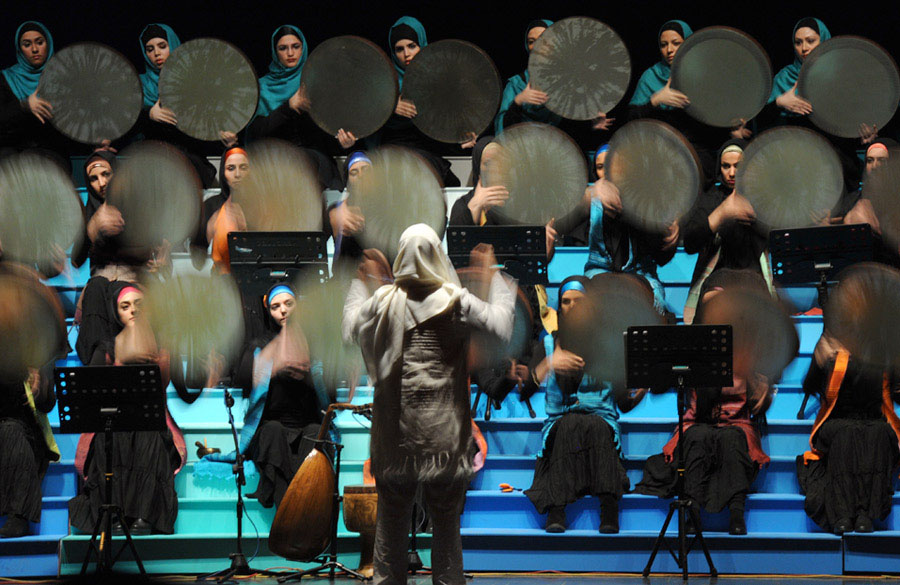
اختتامیه جشنواره فجر ۱۳۹۰

این جشنواره در دو بخش سینمای ایران و جهان فعالیت می‌کند که هر کدام به دسته‌بندی دیگری تقسیم می‌شود.

### بخشسینمای ایران
1. سودای سیمرغ (مسابقه سینمای ایران)
2. نگاه نو (فیلم‌های اول)
3. بخش آثار مستند سینمایی
4. هنر و تجربه (تجربه اول)
5. انیمیشن (این بخش از دورهٔ سی و چهارم یعنی سال ۱۳۹۴ به بعد اضافه گردید)

### بخشسینمای جهان
1. جام جهان‌نما
2. سینما سعادت
3. جشنوارهٔ جشنواره‌ها
4. نمایش‌های ویژه
5. جلوه‌گاه شرق

## تاریخچهٔ تغییرات برنامه‌ها و بخش‌ها
- در زیر اضافه شدن یا حذف شدن برخی از برنامه‌ها و بخش‌ها و رخداد صورت گرفته را مشاهده می‌کنید:
- دورهٔ سوم - بخش فیلم‌های اول اضافه شد.
- دورهٔ چهارم - بخش حرفه‌ای از بخش آماتور جدا شد تا به‌صورت یک جشنوارهٔ مستقل به‌نام «سیمای جوان» برگزار شود و همچنین بخش کودکان و نوجوانان نیز اضافه گشت.
- دورهٔ پنجم - نمایشگاه پوسترهای سینمایی اضافه شد. جشنواره برای اولین بار، مجله‌ای ویژه‌نامه با نام مجلهٔ فیلم منتشر کرد.
- دورهٔ هفتم - بزرگداشت سینماگران معتبر خارجی اضافه شد و بخشی با عنوان جشنوارهٔ جشنواره‌ها نیز اضافه گشت.
- دورهٔ هشتم - جشنوارهٔ کودکان و نوجوانان و فیلم‌های کوتاه و مستند از جشنوارهٔ فیلم فجر، جدا و به جشنواره‌ای مستقل تبدیل شدند.
- دورهٔ پانزدهم - جشنواره برای اولین بار، صاحب سایت اینترنتی شد.
- دورهٔ شانزدهم - برپایی بزرگداشت سینماگران ایرانی در جشنواره شکل گرفت و بخش بین‌المللی رقابتی شد، بازار فیلم راه‌اندازی و همچنین از این دوره به بعد سیمرغ بهترین فیلم از نگاه تماشاگران نیز اضافه گشت.
- دورهٔ هفدهم - مراسمی با عنوان اهدای جوایز جنبی برگزار شد.
- دورهٔ بیست و یکم - سیمرغ مکمل نقش دوم زن و مرد حذف و پیش‌فروش بلیت‌ها مکانیزه شد و سیمرغ فیلم‌برداری، چهره‌پردازی، صدابرداری، صداگذاری و تدوین حذف شد و دو جایزه با عنوان «دستاورد هنری» جایگزین شد.
- دورهٔ بیست و دوم - مرور آثار بزرگداشت‌ها حذف شد. جوایز حذف شدهٔ دوره گذشته به جای خود بازگشت و بازار فیلم از معرفی محصولات به شکل خرید و فروش سینمایی و تلویزیونی تغییر کرد.
- دورهٔ بیست و سوم - بخش بین‌الملل شامل بازار فیلم، سینمای بین‌الملل، سینمای آسیا و سینمای معناگرا مستقل و اختتامیه‌ای مجزا با حضور مهمانان خارجی برگزار شد.
- دورهٔ بیست و چهارم - سیمرغ فیلمنامهٔ اقتباسی اضافه شد و سینماهای مردمی وسعت پیدا کرد.
- دورهٔ بیست و ششم - بخش‌های مختلف جشنواره نام‌گذاری شد و روزهای بخش بین‌الملل و ملی جدا شد و کارت‌های خبرنگاران به‌صورت دیجیتال معاوضه گشت. طراحی‌ها و پوستر این دوره برای اولین بار توسط دو هنرمند طراحی شد: میراندا انصاری، طراح گرافیک و الهام عیوضی، مدرس دانشگاه.
- دورهٔ بیست و هفتم - رئیس‌جمهور احمدی‌نژاد به جشنواره پیام داد و فیلم بلند ویدئویی اضافه شد و همچنین مراسم اختتامیه از سوی خبرنگاران و عکاسان به‌دلیل عدم اختصاص جای مناسب به آن‌ها تحریم گشت.
- دورهٔ بیست و هشتم - مسابقهٔ آثار پویانمایی اضافه شد. پیش‌فروش بلیت‌ها اینترنتی و برج میلاد کاخ جشنواره شد.
- دورهٔ بیست و نهم - آثار سه‌بعدی به نمایش درآمد.
- دورهٔ سی و یکم - برای اولین بار مراسم فرش قرمز فیلم‌ها برگزار و نمایش فیلم‌ها دیجیتال گشت و شکل ظاهری سیمرغ بلورین به حالت حجمی درآمد.
- دورهٔ سی و سوم - بخش بین‌الملل به زمان و جشنوارهٔ دیگری منتقل شد و شکل و نام تندیس نگاه نو و مستند تغییر کرد و بخش هنر و تجربه اضافه شد و در بخشی با عنوان سلام سینما فیلم‌ها در سینماهای مردمی با حضور عوامل معرفی شدند.
- دورهٔ سی و چهارم - بخش انیمیشن اضافه شد و همچنین پوستر با شمایل یک سینماگر طراحی شد. عنوان بین‌الملل از جشنواره، حذف و دبیر دیگری مسئولیت جشنوارهٔ بین‌الملل را عهده‌دار شد.
- دوره چهل و یکم - بخش ملی و بخش بین الملل دوباره باهم ادغام شدند.
- دورهٔ چهلم و دورهٔ چهل و یکم و دوره چهل دوم- سیمرغ بلورین بهترین فیلم از نگاه تماشاگران اهدا نشد.

## سابقه
تاکنون چهل و سه دوره از جشنوارهٔ فیلم فجر برگزار شده‌است. چهل و سومین دوره جشنواره فیلم فجر در بهمن ماه سال ۱۴۰۳ برگزار شد.

## جوایز
در بخش جوایز از دورهٔ پنجم به برندگان «لوح زرین» اهدا شد و عنوان «سیمرغ» از هفتمین دورهٔ جشنواره به صورت جدی مطرح گردید که تا امروز ادامه داشته‌است. در حال حاضر «دیپلم افتخار» دیگر جایزهٔ جشنوارهٔ فیلم فجر است.

## سیمرغ‌ها
ملی
- بهترین فیلم
- بهترین کارگردانی
- بهترین فیلمنامه
- بهترین بازیگر نقش اول مرد
- بهترین بازیگر نقش اول زن
- بهترین فیلم‌برداری
- بهترین تدوین
- بهترین موسیقی متن
- بهترین چهره‌پردازی
- بهترین بازیگر نقش مکمل مرد
- بهترین بازیگر نقش مکمل زن
- بهترین صدابرداری
- بهترین صداگذاری
- بهترین طراحی صحنه
- بهترین طراحی لباس
- بهترین جلوه‌های ویژه میدانی
- بهترین جلوه‌های بصری
- سیمرغ زرین بهترین فیلم از نگاه ملی
- جایزه ویژه هیئت داوران
- سیمرغ بلورین بهترین فیلم از نگاه تماشاگران

جهانی
- سیمرغ زرین بهترین فیلم
- سیمرغ سیمین بهترین کارگردانی
- سیمرغ سیمین بهترین فیلم آسیایی
- سیمرغ سیمین بهترین کارگردانی آسیایی
- سیمرغ سیمین بهترین فیلمنامه
- سیمرغ سیمین بهترین بازیگر مرد
- سیمرغ سیمین بهترین بازیگر زن
- سیمرغ سیمین بهترین فیلم کوتاه
- سیمرغ سیمین جایزهٔ ویژهٔ هیئت داوران
- جایزهٔ نتپک
- جایزهٔ محمد امین
- جایزهٔ بین المذاهب

## آمار قابل توجه
- علی نصیریان مسن‌ترین برنده جایزهٔ سیمرغ بلورین است او در سن ۸۸ سالگی برای بازی در فیلم هفت بهار نارنج سیمرغ بهترین بازیگر نقش اول مرد را در دورهٔ چهل و یکم گرفت و مسن‌ترین برندهٔ این جایزه است، نصیریان همچنین در سن ۸۴ سالگی سیمرغ بهترین بازیگر نقش مکمل مرد را در دورهٔ ۳۷ گرفته‌است.
- حسین عابدینی جوان‌ترین بازیگری که سیمرغ بهترین بازیگر نقش اول مرد را گرفته‌است. او برای بازی در فیلم باران در ۲۰ سالگی سیمرغ بهترین بازیگر نقش اول مرد دورهٔ نوزدهم (۱۳۷۹) را گرفت. بهرام رادان در ۲۴ سالگی در دورهٔ بیست و دوم (۱۳۸۲)، در ردهٔ بعدی قرار دارد.
- گلشیفته فراهانی جوان‌ترین بازیگر زنی که سیمرغ بهترین بازیگر نقش اول زن را گرفته‌است. او در ۱۴ سالگی برای بازی در فیلم درخت گلابی سیمرغ دورهٔ شانزدهم (۱۳۷۶) را گرفت. ترانه علیدوستی در ۱۸ سالگی در دورهٔ بیستم (۱۳۸۰)، باران کوثری در ۲۱ سالگی در دورهٔ بیست و پنجم (۱۳۸۵)، پردیس پورعابدینی در ۲۲ سالگی در دورهٔ چهل و یکم (۱۴۰۱)، میترا حجار در ۲۳ سالگی در دورهٔ شانزدهم (۱۳۷۶)، رؤیا نونهالی در ۲۴ سالگی در دورهٔ هفتم (۱۳۶۷) و مینا لاکانی در ۲۵ سالگی در دورهٔ سیزدهم (۱۳۷۳) در رده‌های بعدی قرار دارند.
- سارا حاتمی جوان‌ترین بازیگر زنی که سیمرغ بازیگر نقش مکمل زن را گرفته‌است. او در ۱۷ سالگی برای فیلم کت چرمی سیمرغ دورهٔ چهل و یکم را گرفت.
- از دورهٔ سوم (۱۳۶۳) تا دورهٔ ششم (۱۳۶۶) سن تمامی برندگان سیمرغ بالای ۴۰ سال بوده‌است.
- مهدی اسدی در ۱۲ سالگی دیپلم افتخار را برای بازی در فیلم بهار گرفت تا در دورهٔ چهارم (۱۳۶۴) جوان‌ترین بازیگری باشد که تاکنون روی سن رفته‌است.
- پرویز پرستویی اولین جوانی بود که جایزهٔ سیمرغ گرفت. او در ۲۸ سالگی برای بازی در فیلم دیار عاشقان از دومین جشنوارهٔ فیلم فجر در سال ۱۳۶۲ سیمرغ گرفت.
- از دورهٔ شانزدهم (۱۳۷۶) تا دورهٔ بیست و سوم (۱۳۸۳) حداقل یک بازیگر زیر سی سال بوده که سیمرغ گرفته‌است.
- محمدرضا فروتن و هدیه تهرانی در فیلم قرمز، هوتن شکیبا و الناز شاکردوست در فیلم شبی که ماه کامل شد و جمشید مشایخی و پروانه معصومی در فیلم گل‌های داوودی تنها سه زوج سینمایی هستند که برندهٔ سیمرغ بلورین بهترین بازیگر نقش اول مرد و زن سال در یک فیلم شده‌اند.
- پرویز پرستویی و نوید محمدزاده تنها بازیگرانی هستند که تا به حال توانسته‌اند در دو دورهٔ متوالی به ترتیب سیمرغ بلورین بهترین بازیگر نقش اول مرد (دوره‌های ۲۳ و ۲۴)و بهترین بازیگر نقش مکمل مرد (دوره‌های ۳۴ و ۳۵) را به‌دست بیاورند.
- سید علی قائم‌مقامی تنها مدیر تولید سینما است که در جشنوارهٔ بین‌المللی فیلم فجر مورد تقدیر قرار گرفته، وی در سی و دومین جشنوارهٔ بین‌المللی فیلم فجر برای مدیریت تولید فیلم‌های چ و رستاخیز جایزه گرفته‌است.
- برای اولین بار و به‌طور مشترک طراحی پوسترهای جشنوارهٔ بیست و ششم فیلم فجر را دو تن از هنرمندان نقاش و گرافیست به نام‌های الهام عیوضی و میراندا انصاری انجام داده‌اند.

## رکوردداران
- رکورد بیشترین سیمرغ بلورین بهترین فیلم: ابراهیم حاتمی‌کیا ۵ بار
- رکورد بیشترین سیمرغ بلورین کارگردانی: مجید مجیدی ۴ بار
- رکورد بیشترین سیمرغ بلورین فیلمنامه: کامبوزیا پرتوی ۴ بار
- رکورد بیشترین سیمرغ بلورین فیلمبرداری: محمود کلاری و حمید خضوعی ابیانه هر کدام ۴ بار
- رکورد بیشترین سیمرغ بلورین تدوین: بهرام دهقانی ۵ بار
- رکورد بیشترین سیمرغ بلورین صداگذاری: محمدرضا دلپاک ۱۰ بار
- رکورد بیشترین سیمرغ بلورین صدابرداری: جهانگیر میرشکاری ۵ بار
- رکورد بیشترین سیمرغ بلورین موسیقی: مجید انتظامی، ۵ بار
- رکورد بیشترین سیمرغ بلورین طراح صحنه و لباس: امیر اثباتی و ایرج رامین‌فر هر کدام ۴ بار
- رکورد بیشترین سیمرغ بلورین طراح چهره پردازی: عبدالله اسکندری و سعید ملکان هر کدام ۶ بار
- رکورد بیشترین سیمرغ بلورین جلوه‌های ویژه: محسن روزبهانی ۱۱ بار
- رکورد بیشترین سیمرغ بلورین بازیگر نقش اول زن: فاطمه معتمدآریا، لیلا حاتمی، پروانه معصومی، هدیه تهرانی، باران کوثری، هنگامه قاضیانی و مریلا زارعی هر کدام ۲ بار
- رکورد بیشترین سیمرغ بلورین بازیگر نقش اول مرد: پرویز پرستویی ۴ بار
- رکورد بیشترین سیمرغ بلورین بازیگر نقش مکمل زن: نیکو خردمند، ماهایا پطروسیان، فاطمه معتمدآریا، مهتاب نصیرپور، شبنم مقدمی و سحر دولتشاهی هر کدام ۲ بار
- رکورد بیشترین سیمرغ بلورین بازیگر نقش مکمل مرد: سعید پورصمیمی ۳ بار
- رکورد سیمرغ بلورین بهترین عکس: جواد جلالی ۳ بار
- رکورد بیشترین جایزه ویژه هیئت داوران: هومن سیدی ۳ بار
- رکورد بیشترین سیمرغ بلورین بهترین فیلم از نگاه تماشاگران: ابراهیم حاتمی‌کیا، کمال تبریزی و اصغر فرهادی هر کدام ۳ بار

## فیلم‌های معرفی شده به آکادمی اسکار و حضور در بخش بین‌الملل
- فیلم ملودی ساخته بهروز سبط رسول محصول ایران و تاجیکستان و همچنین فیلم دومینگو و مه ساخته( آریل اسکالانته مزا)  و فیلم مجازات ساخته Matías Bize و فیلم فرحه ساخته دارین جی سلام ، چهار فیلمی که به آکادمی اسکار معرفی شده بودند و همزمان در بخش بین الملل چهل و دومین جشنواره فیلم فجر شرکت داشتند.هر چهار فیلم موفق به راهیابی به جشنواره الف و معتبر جهان را قبل از این در کارنامه خود داشته اند. دبیر جشنواره آقای مجتبی امینی و مدیر بخش بین الملل در این دوره آقای رائد فریدزاده بوده اند.[۸][۹][۱۰][۱۱][۱۲][۱۳][۱۴]

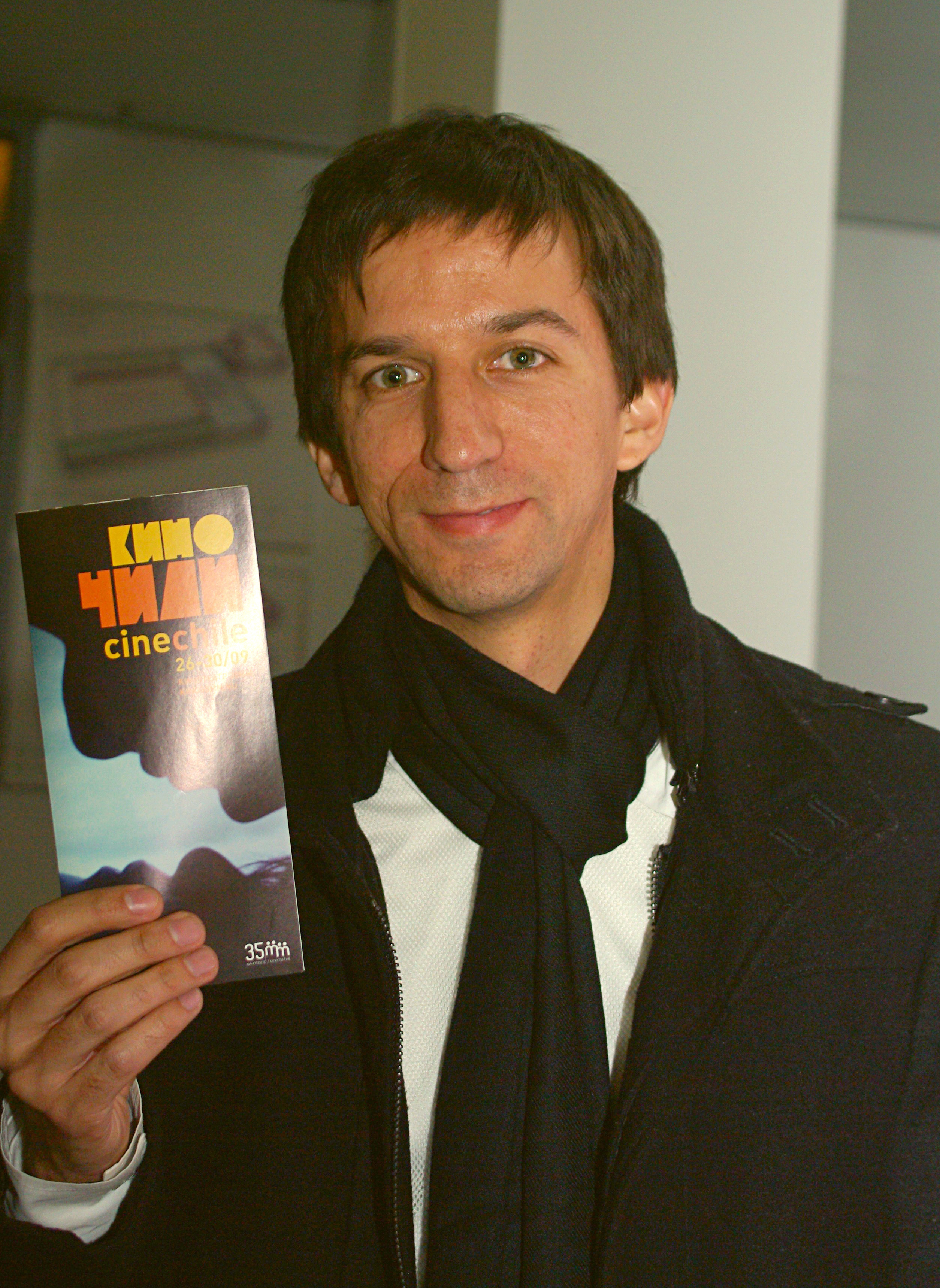
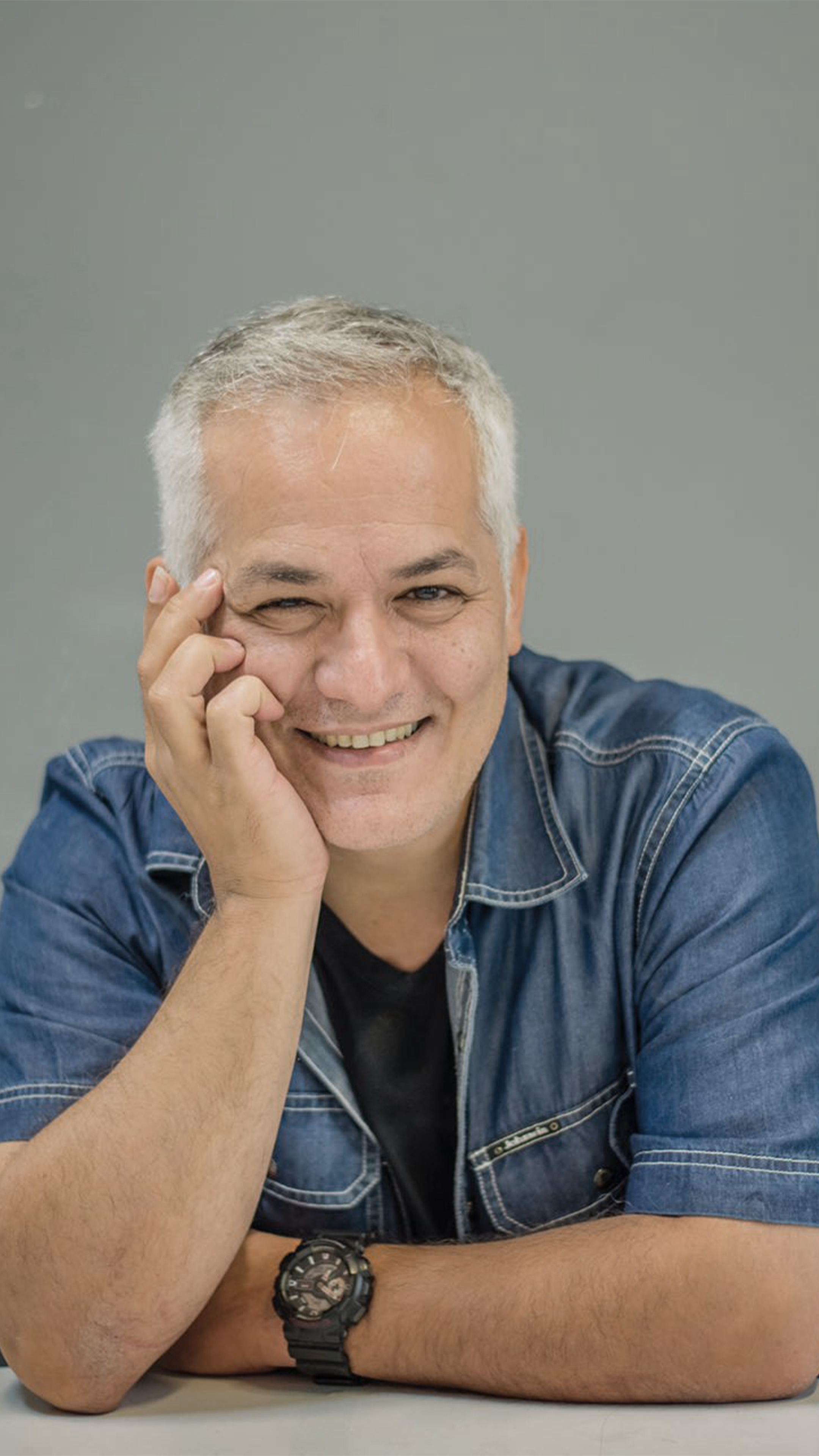
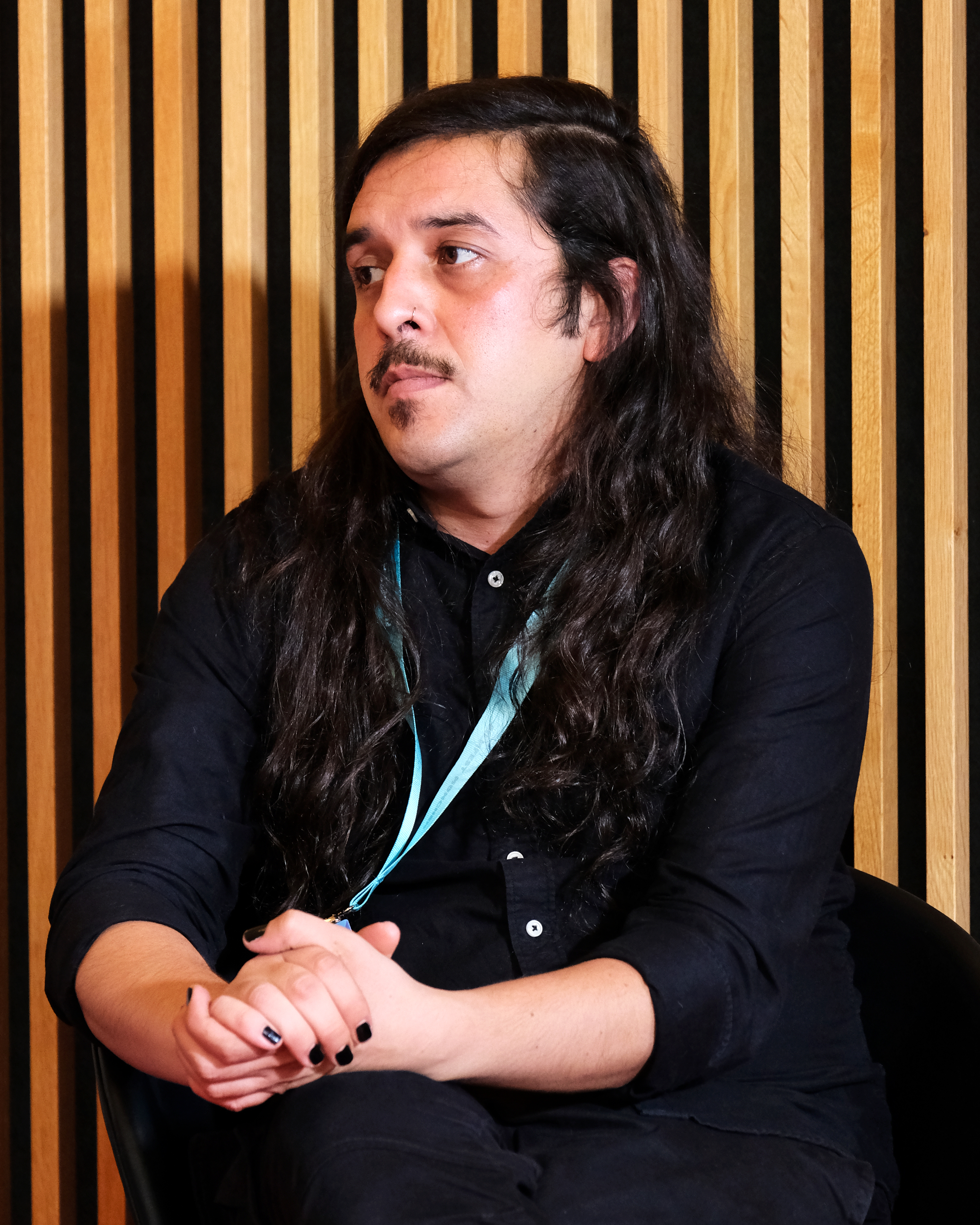
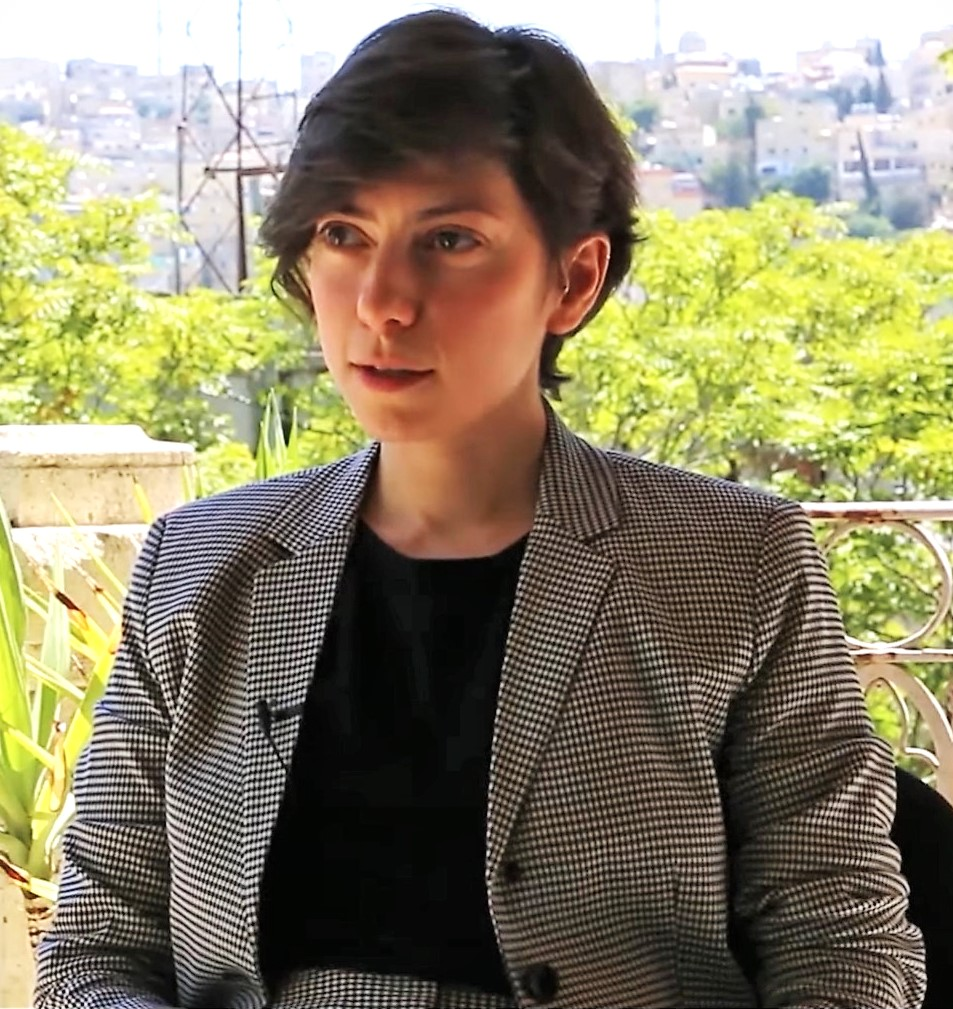

## بیشترین سیمرغ بلورین فیلم
در بخش اصلی
- ۹ سیمرغ بلورین

- «آژانس شیشه‌ای» به کارگردانی ابراهیم حاتمی‌کیا محصول ۱۳۷۶ از شانزدهمین جشنوارهٔ فیلم فجر
- ۸ سیمرغ بلورین

- «پردهٔ آخر» به کارگردانی واروژ کریم‌مسیحی محصول ۱۳۶۹ از نهمین جشنوارهٔ فیلم فجر
- «بوی کافور، عطر یاس» به کارگردانی بهمن فرمان‌آرا محصول ۱۳۷۸ از هجدهمین جشنوارهٔ فیلم فجر
- «دوئل» به کارگردانی احمدرضا درویش محصول ۱۳۸۲ از بیست و دومین جشنوارهٔ فیلم فجر
- «رستاخیز» به کارگردانی احمدرضا درویش محصول ۱۳۹۲ از سی و دومین جشنوارهٔ فیلم فجر
- ۷ سیمرغ بلورین

- «سگ‌کشی» به کارگردانی بهرام بیضایی محصول ۱۳۷۹ از نوزدهمین جشنوارهٔ فیلم فجر
- «باران» به کارگردانی مجید مجیدی محصول ۱۳۷۹ از نوزدهمین جشنوارهٔ فیلم فجر
- «ابد و یک روز» به کارگردانی سعید روستایی محصول ۱۳۹۴ از سی و چهارمین جشنوارهٔ فیلم فجر
- ۶ سیمرغ بلورین

- «سرزمین خورشید» به کارگردانی احمدرضا درویش محصول ۱۳۷۵ از پانزدهمین جشنوارهٔ فیلم فجر
- «هیوا» به کارگردانی رسول ملاقلی‌پور محصول ۱۳۷۷ از هفدهمین جشنوارهٔ فیلم فجر
- «خانه‌ای روی آب» به کارگردانی بهمن فرمان‌آرا محصول ۱۳۸۰ از بیستمین جشنوارهٔ فیلم فجر
- «خون‌بازی» به کارگردانی رخشان بنی‌اعتماد محصول ۱۳۸۵ از بیست و پنجمین جشنوارهٔ فیلم فجر
- «چ» به کارگردانی ابراهیم حاتمی‌کیا محصول ۱۳۹۲ از سی و دومین جشنوارهٔ فیلم فجر
- «تنگهٔ ابوقریب» به کارگردانی بهرام توکلی محصول ۱۳۹۶ از سی و ششمین دوره جشنوارهٔ فیلم فجر
- «شبی که ماه کامل شد» به کارگردانی نرگس آبیار محصول ۱۳۹۷ از سی و هفتمین دوره جشنوارهٔ فیلم فجر
- ۵ سیمرغ بلورین

- «مهاجر» به کارگردانی ابراهیم حاتمی‌کیا محصول ۱۳۶۸ از هشتمین جشنوارهٔ فیلم فجر
- «هامون» به کارگردانی داریوش مهرجویی محصول ۱۳۶۸ از هشتمین جشنوارهٔ فیلم فجر
- «مسافران» به کارگردانی بهرام بیضایی محصول ۱۳۷۰ از دهمین جشنوارهٔ فیلم فجر
- «ناصرالدین‌شاه آکتور سینما» به کارگردانی محسن مخملباف محصول ۱۳۷۰ از دهمین جشنوارهٔ فیلم فجر
- «روز واقعه» به کارگردانی شهرام اسدی محصول ۱۳۷۳ از سیزدهمین جشنوارهٔ فیلم فجر
- «من، ترانه ۱۵ سال دارم» به کارگردانی رسول صدرعاملی محصول ۱۳۸۰ از بیستمین جشنوارهٔ فیلم فجر
- «خیلی دور، خیلی نزدیک» به کارگردانی رضا میرکریمی محصول ۱۳۸۳ از بیست و سومین جشنوارهٔ فیلم فجر
- «به همین سادگی» به کارگردانی رضا میرکریمی محصول ۱۳۸۶ از بیست و ششمین جشنوارهٔ فیلم فجر
- «جرم» به کارگردانی مسعود کیمیایی محصول ۱۳۸۹ از بیست و نهمین جشنوارهٔ فیلم فجر
- «روزهای زندگی» به کارگردانی پرویز شیخ‌طادی محصول ۱۳۹۰ از سی امین جشنوارهٔ فیلم فجر
- «رخ دیوانه» به کارگردانی ابوالحسن داوودی محصول ۱۳۹۳ از سی و سومین جشنوارهٔ فیلم فجر
- «ماجرای نیمروز» به کارگردانی محمدحسین مهدویان محصول ۱۳۹۵ از سی و پنجمین جشنوارهٔ فیلم فجر
- «شنای پروانه» به کارگردانی محمد کارت محصول ۱۳۹۸ از سی و هشتمین جشنوارهٔ فیلم فجر
- «روز صفر» به کارگردانی سعید ملکان محصول ۱۳۹۸ از سی و هشتمین جشنوارهٔ فیلم فجر
- «بی‌همه‌چیز» به کارگردانی محسن قرائی محصول ۱۳۹۹ از سی و نهمین جشنواره فیلم فجر
- «یدو» به کارگردانی مهدی جعفری محصول ۱۳۹۹ از سی و نهمین جشنواره فیلم فجر
- «موقعیت مهدی» به کارگردانی هادی حجازی‌فر محصول ۱۴۰۰ از چهلمین دوره جشنواره فیلم فجر
- «غریب» به کارگردانی محمدحسین لطیفی محصول ۱۴۰۱ از چهل و یکمین دوره جشنواره بین‌المللی فیلم فجر

## دبیرخانه
| دوره                          | دبیر                     | مدیر روابط عمومی     |
| ----------------------------- | ------------------------ | -------------------- |
| اول (۱۳۶۱)                    | حسین وخشوری              |                      |
| دوم (۱۳۶۲)                    | دبیر نداشت               |                      |
| سوم تا دوازدهم (۱۳۷۲–۱۳۶۳)    | سید محمد بهشتی شیرازی    |                      |
| سیزدهم و چهاردهم (۱۳۷۴–۱۳۷۳)  | سید عزت‌الله ضرغامی       |                      |
| پانزدهم تا نوزدهم (۱۳۷۹–۱۳۷۵) | سیف‌الله داد              |                      |
| بیستم و بیست‌ویکم (۱۳۸۱–۱۳۸۰)  | محمدمهدی عسگرپور         |                      |
| بیست و دوم (۱۳۸۲)             | علیرضا رضاداد            | فاطمه مرادی          |
| بیست و سوم (۱۳۸۳)             | علیرضا رضاداد            |                      |
| بیست و چهارم (۱۳۸۴)           | علیرضا رضاداد            |                      |
| بیست و پنجم (۱۳۸۵)            | علیرضا رضاداد            | حبیب ایل‌بیگی         |
| بیست و ششم (۱۳۸۶)             | مجید شاه‌حسینی            | حبیب ایل‌بیگی         |
| بیست و هفتم (۱۳۸۷)            | مجید شاه‌حسینی            | حبیب ایل‌بیگی         |
| بیست و هشتم (۱۳۸۸)            | مهدی مسعودشاهی           | حبیب ایل‌بیگی         |
| بیست و نهم (۱۳۸۹)             | مهدی مسعودشاهی           | جعفر گودرزی          |
| سی‌ام (۱۳۹۰)                   | محمد خزاعی               | یزدان عشیری          |
| سی‌ویکم (۱۳۹۱)                 | محمدرضا عباسیان          | یزدان عشیری          |
| سی‌ودوم (۱۳۹۲)                 | علیرضا رضاداد            | جلیل اکبری صحت       |
| سی‌وسوم (۱۳۹۳)                 | علیرضا رضاداد            | سید احد میکاییل زاده |
| سی‌وچهارم (۱۳۹۴)               | محمد حیدری               | مسعود نجفی           |
| سی‌وپنجم (۱۳۹۵)                | محمد حیدری               | مسعود نجفی           |
| سی‌وششم (۱۳۹۶)                 | ابراهیم داروغه‌زاده       | مسعود نجفی           |
| سی‌وهفتم (۱۳۹۷)                | ابراهیم داروغه‌زاده       | مسعود نجفی           |
| سی‌وهشتم (۱۳۹۸)                | ابراهیم داروغه‌زاده       | مسعود نجفی           |
| سی‌ونهم (۱۳۹۹)                 | سیدمحمدمهدی طباطبایی‌نژاد | مسعود نجفی           |
| چهلم (۱۴۰۰)                   | مسعود نقاش‌زاده           | یزدان عشیری          |
| چهل و یکم (۱۴۰۱)              | مجتبی امینی              | مسعود نجفی           |
| چهل و دوم (۱۴۰۲)              | مجتبی امینی              | مسعود نجفی           |
| چهل و سوم (۱۴۰۳)              | منوچهر شاهسواری          |                      |

## بخش بین‌الملل
بخش بین‌الملل جشنوراه فیلم فجر نیز به صورت جداگانه بعد از بخش جشنوارهٔ سینمای ایران در پنج بخش مختلف برگزار می‌گردد. به جز سیمرغ بلورین که برای بهترین فیلم اهدا می‌شود، سیمرغ سیمین برای دیگر رده‌ها اهدا می‌شود. جایزهٔ محمدامین و جایزهٔ بین‌المذاهب از دیگر جوایز این جشنواره است.

### مهمانان
در دوره‌های مختلف جشنوارهٔ فجر سینماگران صاحب سبک و بزرگی از جمله کوستا گاوراس، فرانچسکو رزی، کشیشتف زانوسی، رابرت چارتوف، بروس برسفورد، آگنیشکا هولاند، شیام بنگال، بلا تار، یان تروئل، آندری زویاگینتسف، رستم ابراهیم‌بیگف، تئو آنجلوپولوس، ماریو مونیچلی، نوری بیلگه جیلان، مصطفی عقاد، لوران کانته، سمیح کاپلان‌اوغلو، داریوش خنجی، الیور استون و پل شریدر در جشنوارهٔ فجر حضور داشته‌اند.